# Escut de Sant Llorenç Savall

Escut oficial de Sant Llorenç Savall

L'escut oficial de Sant Llorenç Savall té el següent blasonament:
Escut caironat: d'or, una graella de sable amb el mànec a dalt, i 2 palmes de sinople ixent una a cada costat de la base del mànec, acompanyada de 2 roses de gules, una a cada costat del mànec. Per timbre una corona mural de vila.

## Història
Va ser aprovat l'11 de juliol de 1990 i publicat al DOGC el 25 del mateix mes amb el número 1322.
La graella i les palmes són els atributs de sant Llorenç màrtir, patró de la vila. Les roses són un senyal tradicional, probablement una al·lusió a la vall que figura al nom de la població.